# Monedă Sadagura

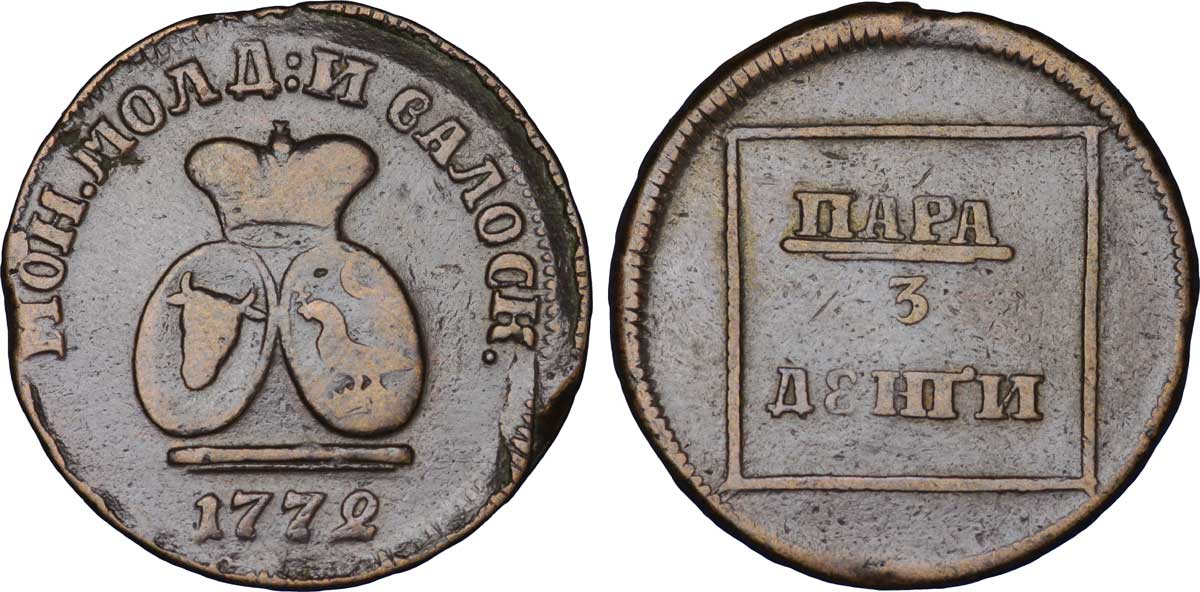
Monedă cu valoarea nominală de 1 para / 3 denghi

Monedele Sadagura sunt primele monede comune ambelor Principate Române (Moldova și Muntenia) și au fost puse în circulație, în timpul Războiului ruso-turc din 1768-1774, de către armata de ocupație rusă din Moldova și Țara Românească, condusă de mareșalul Piotr Rumianțev-Zadunaiski. 

## Istoric
În timpul războiului ruso-turc (1768-1774), încheiat prin Pacea de la Kuciuk-Kainargi, mareșalul Piotr Rumianțev-Zadunaiski - comandantul trupelor de ocupație rusești în Moldova și Țara Românească - a luat măsuri de organizare pe linie economică și fiscală a celor două principate. El a inițiat  baterea unor monede care să aibă curs în cele două provincii românești, denumite de numismați monede Sadagura.
În anul 1770, a fost deschisă pe moșia aventurierului baron Nicolae Gartenberg (Sadogurschi) din orașul Sadagura, aflat în apropierea orașului Cernăuți, o monetărie ce a bătut piese cu valoarea nominală exprimată în parale, copeici și denghi. Monedele emise acolo urmau să aibă exprimată valoarea nominală atât în valută turcă, precum și în cea rusească. 

### Caracteristici
Înainte de punerea acestora în circulație, în anul 1771 s-au executat o serie de probe monetare, cu cifrul împărătesei Ecaterina a II-a a Rusiei, după care s-a ajuns la tipul oficial aprobat, purtând pe avers stemele celor două Principate Române, iar pe revers valoarea nominală și anul de emitere. Materialul din care au fost fabricate monedele a fost bronzul provenit din tunurile capturate de la turci. 

### Circulație
În 1771 au fost emise primele piese de circulație, cu valorile nominale de o para / 3 denghi, care purtau pe avers stemele celor două principate, iar pe revers valoarea nominală și milesimul 1771, precum și monede de probă.
Monedele tip Sadagura au circulat atât în Moldova, cât și în Țara Românească între anii 1772-1774, iar după retragerea trupelor rusești din Principatele Române în anul 1774 ele au ieșit din uz. 